# Partit Català Proletari
El Partit Català Proletari (PCP, Partido Catalán Proletario) fue un partido político catalán de ideología comunista fundado en enero de 1934. Provenía del partido Estat Català-Partit Proletari, formado en 1932 por el sector obrerista de Estat Català, no partidario de integrarse ni en Esquerra Republicana de Catalunya (ERC) ni en el Bloque Obrero y Campesino (BOC). Era partidario de la independencia de Cataluña y de la formación de un Estado socialista.
Su principal dirigente fue Jaume Compte y su periódico L'Insurgent. Con alrededor de 500 militantes (principalmente en Barcelona), dirigía el Centre Autonomista de Dependents del Comerç i de la Indústria (CADCI, Centro Autonomista de Dependientes del Comercio y de la Industria), sindicato de trabajadores de cuello blanco y pequeños comerciantes nacionalistas.
Partidario de la formación de un único partido obrero y marxista en Cataluña, el PCP participó en conversaciones con otras organizaciones como el Partido Socialista Obrero Español (PSOE), el Partido Comunista de España (PCE) o el Partido Obrero de Unificación Marxista (POUM). En julio de 1936 se integró junto a las federaciones catalanas de PSOE y PCE, y a Unió Socialista de Catalunya en el recién creado Partit Socialista Unificat de Catalunya (PSUC).